# Circunscripción plurinominal
Una circunscripción plurinominal es una circunscripción electoral de la que resultan electos dos o más miembros para un órgano compuesto por múltiples miembros, como un parlamento. La alternativa son las circunscripciones uninominales.
Algunos sistemas electorales que utilizan circunscripciones plurinominales son el escrutinio mayoritario plurinominal y el escrutinio proporcional plurinominal.
En algunos países, tales como Australia o la India, los miembros de la cámara baja del parlamento son elegidos mediante circunscripciones uninominales, mientras que los miembros de la cámara alta son elegidos mediante circunscripciones plurinominales.

## Circunscripción única
La circunscripción única es una variante de la circunscripción plurinominal, en donde los electores de todo el territorio nacional son considerados como una única circunscripción.